# Cappella Espiatoria
La Cappella Espiatoria è il memoriale che la regina vedova Margherita di Savoia e il re d'Italia Vittorio Emanuele III vollero erigere a Monza per commemorare il regicidio di Umberto I, ucciso nel capoluogo di provincia lombardo il 29 luglio 1900. 
La Cappella sorge nel punto esatto in cui l'anarchico Gaetano Bresci sparò al Re, uccidendolo al termine di una manifestazione sportiva.
Dal dicembre 2014 il Ministero per i beni e le attività culturali la gestisce tramite il Polo museale della Lombardia, nel dicembre 2019 divenuto Direzione regionale Musei.

## Storia

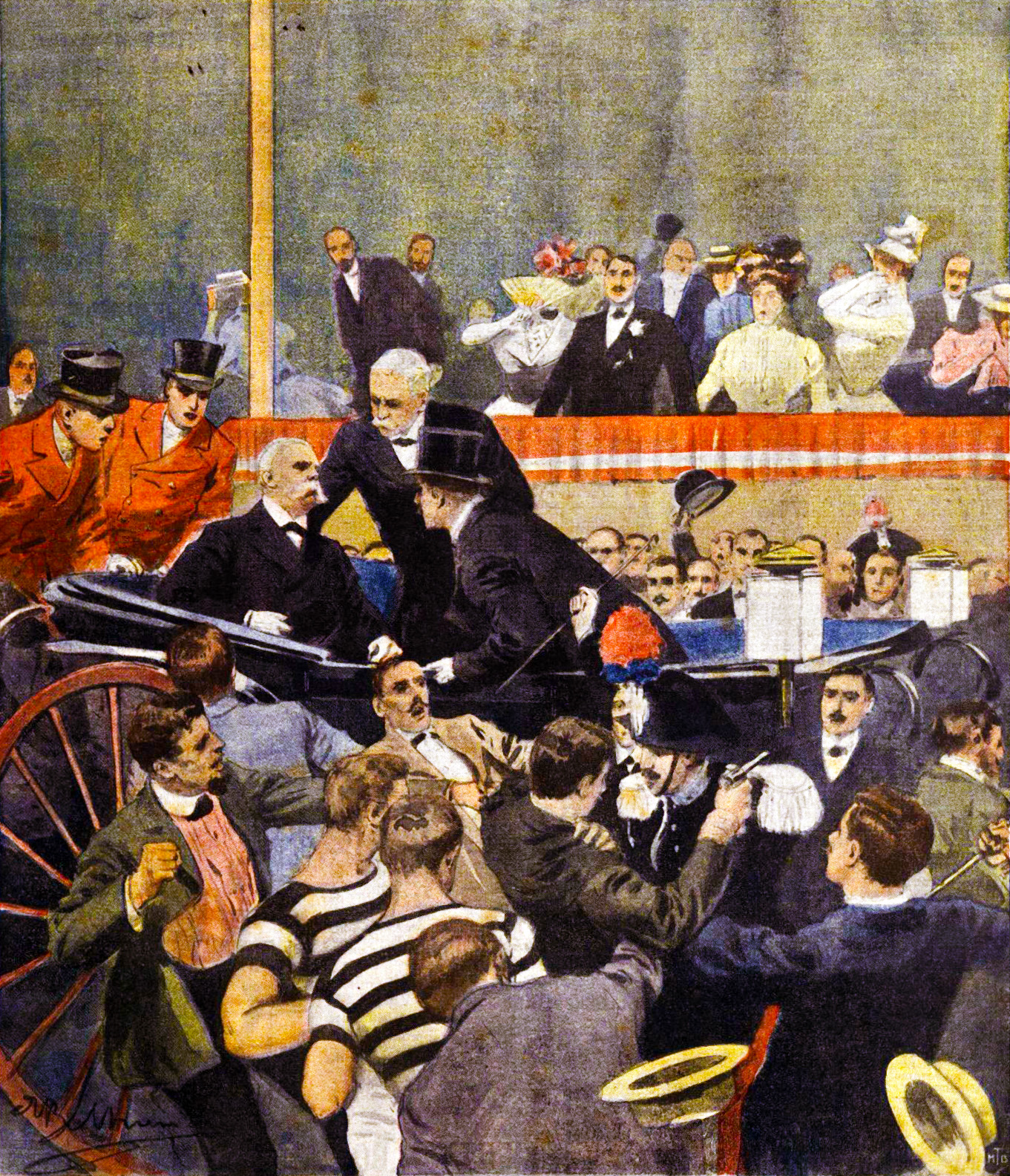
La copertina della Domenica del Corriere, disegnata da Achille Beltrame, illustra l'uccisione di Umberto I a Monza il 29 luglio 1900.

La sera del 29 luglio 1900, alle ore 22, il Re d'Italia aveva assistito a un concorso ginnico a Monza. Alle 22.45, appena risalito in carrozza accompagnato dal generale Ponzio-Vaglia, Umberto I venne colpito da alcuni colpi di pistola sparatigli dall'anarchico Gaetano Bresci (1869-1901), morendo alle 23.30, nonostante i tentativi di salvarlo dei medici Vercelli e Salvio.
Già l'8 agosto 1900, in occasione dei primi funerali di Umberto I a Monza, un vecchio e un ragazzo avevano posto una semplice croce di legno sul luogo dell'assassinio e vi si erano raccolti in preghiera; in breve, altre persone si erano aggiunte, rendendo il luogo sacro "per sentimento popolare". Successivamente venne posta una croce più solida, dopodiché la regina Margherita stabilì che in quel punto venisse eretta una "cappella espiatoria" a memoria dell'uccisione del marito.
L'incarico del progetto venne commissionato da Vittorio Emanuele III di Savoia all'architetto Giuseppe Sacconi (1854-1905), già autore del progetto del Vittoriano di Roma, o Altare della Patria. La cerimonia della posa della prima pietra si tenne alla presenza di Sua Altezza Reale Luigi Amedeo di Savoia-Aosta, Duca degli Abruzzi, in rappresentanza di Vittorio Emanuele III il 29 luglio 1901, primo anniversario del regicidio. I lavori erano ancora poco avanzati quando Sacconi morì e furono quindi proseguiti dal suo allievo Guido Cirilli, che introdusse varie modifiche al progetto originale. La cappella fu inaugurata nel decimo anniversario del regicidio, il 29 luglio 1910.
Qualche anno dopo la morte di Gaetano Bresci, Ezio Riboldi, primo sindaco socialista di Monza, fece visitare la Cappella Espiatoria di Monza ad un giovane collega di partito, l'allora giovane esponente del socialismo rivoluzionario Benito Mussolini, il quale con un sasso appuntito incise sulla cancellata la scritta: "Monumento a Bresci".

## Descrizione

### Esterno
La Cappella è posta al termine di un breve viale alberato ad abeti che si dirama dall'esedra posta a sinistra lungo il viale Cesare Battisti che si diparte dalla fronte della Villa Reale di Monza. 
Il monumento si presenta con il fronte cinto da una cancellata in ferro battuto opera di Alessandro Mazzucotelli (1865-1938); al di là del cancello, nel mezzo di un rettangolo cintato da un muro rivestito a mosaico grigio, si erge il monumento: su un alto basamento a gradinate sorge una piattaforma cintata da transenne di bronzo opera del bergamasco Giovanni Lomazzi (1853-1925); su di essa si innalza una poderosa base poligonale contenente la cappella e sulla quale poggia la grande stele in pietra di Oggiono recante due croci latine traslucide di alabastro proveniente da una cava romana in Algeria; il tutto raggiunge l'altezza di 35 metri. 
Ai piedi della stele è posto il gruppo bronzeo di Lodovico Pogliaghi rappresentante la Pietà. Sulla sommità è posta un'urna sormontata da un cuscino sul quale sono posati lo scettro, il Collare dell'Annunziata e la corona dei Savoia.

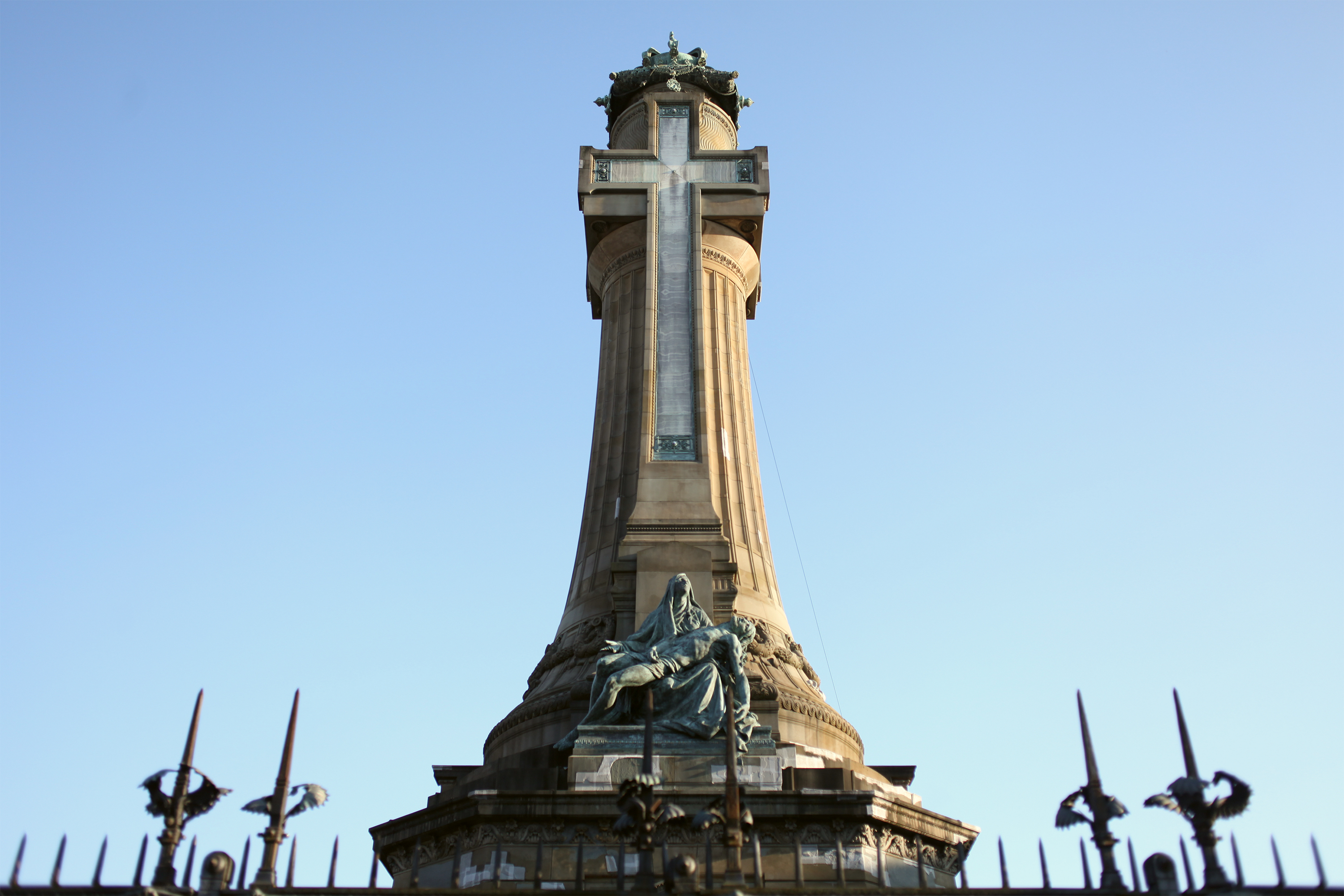
La Cappella Espiatoria vista dal basso. In evidenza la croce di alabastro che ogni notte del 29 luglio viene illuminata dall'interno
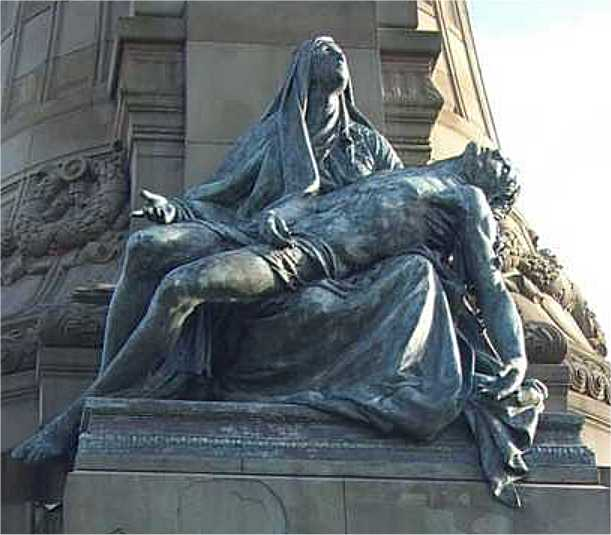
La Pietà in bronzo di Lodovico Pogliaghi
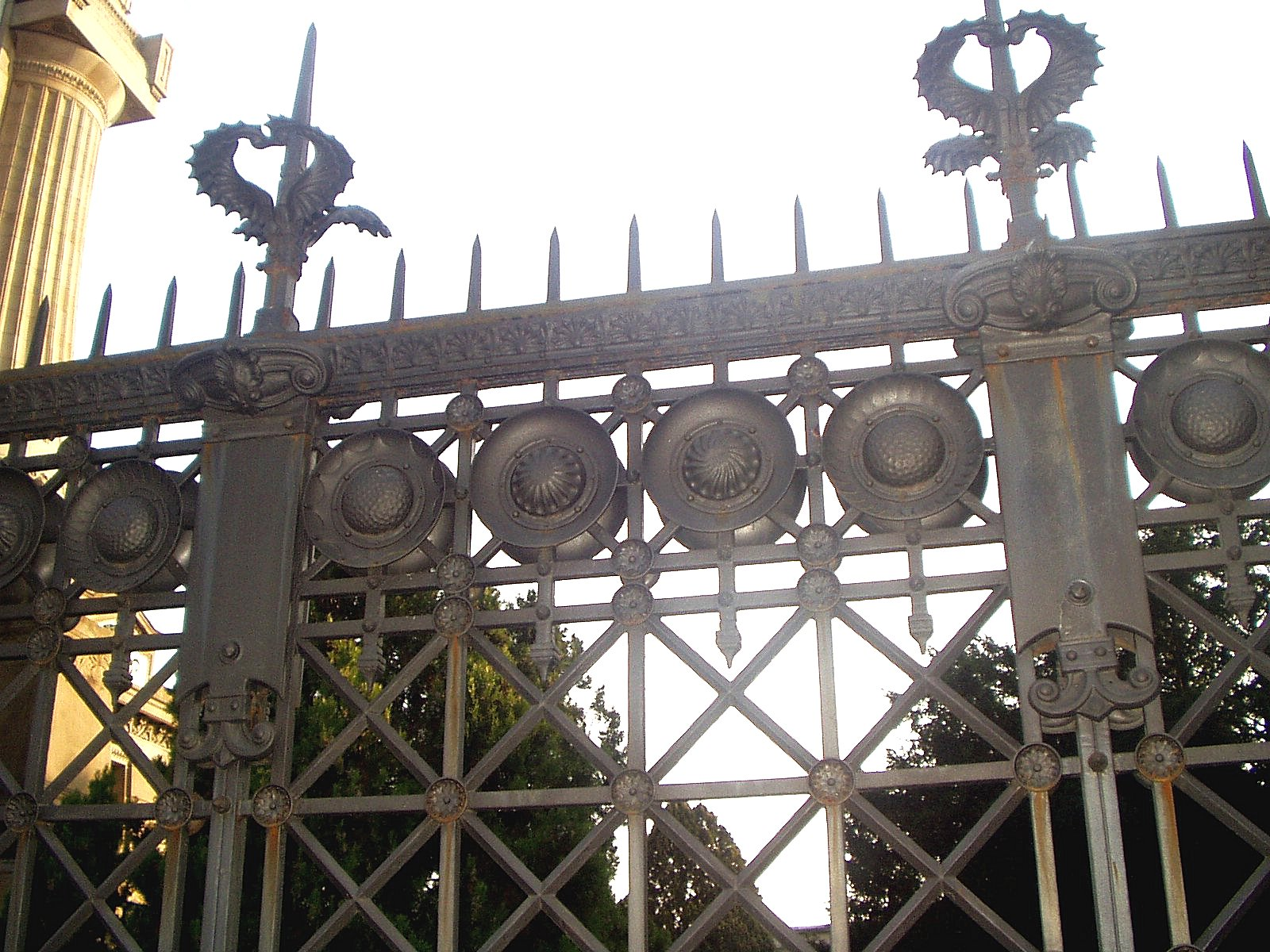
La cancellata opera di Alessandro Mazzucotelli
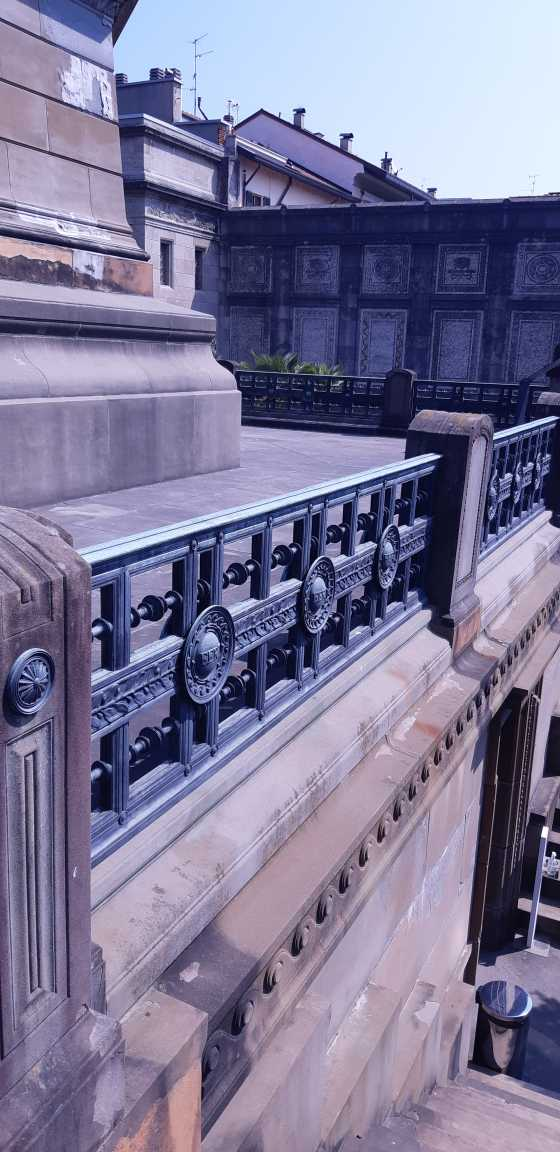
Transenne in bronzo di Giovanni Lomazzi
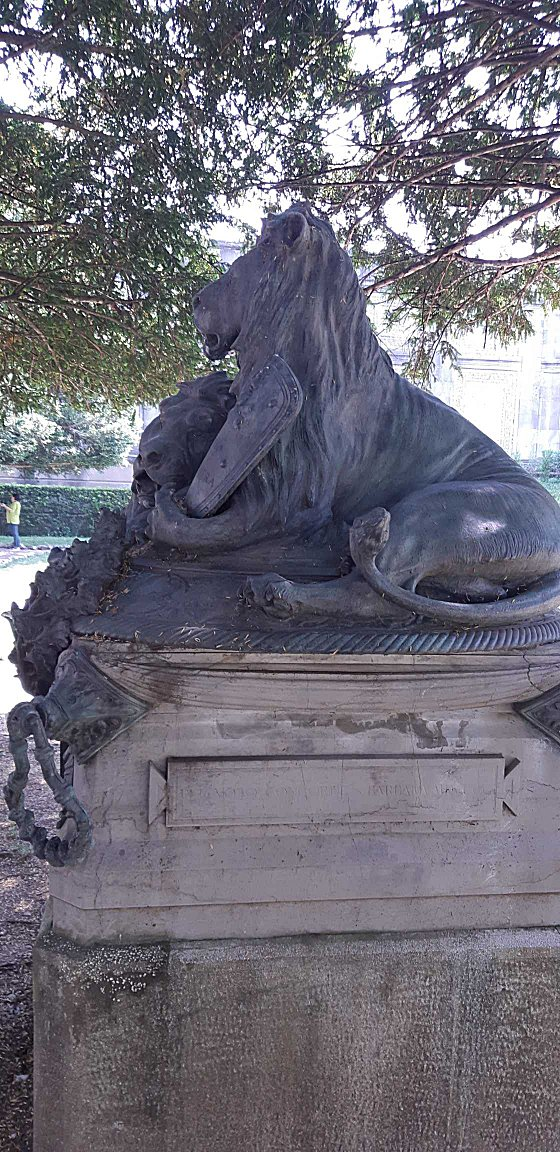
Leoni bronzei di Diego Sarti
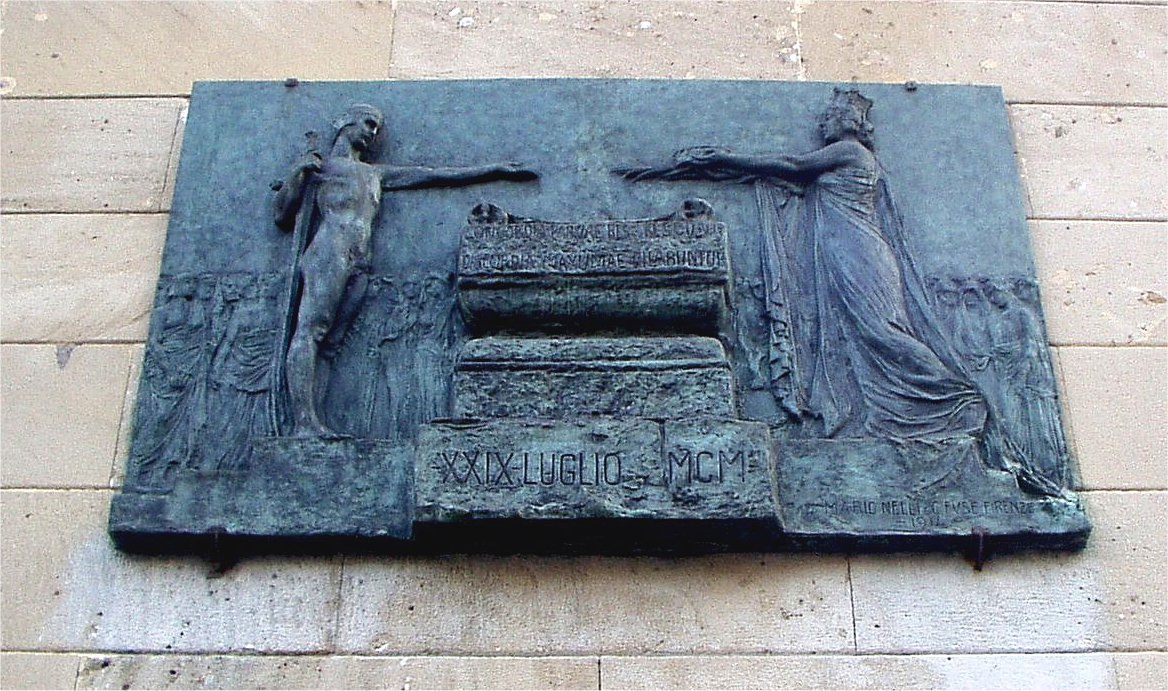
Targa bronzea commemorativa 29.7.1900 di Mario Nelli
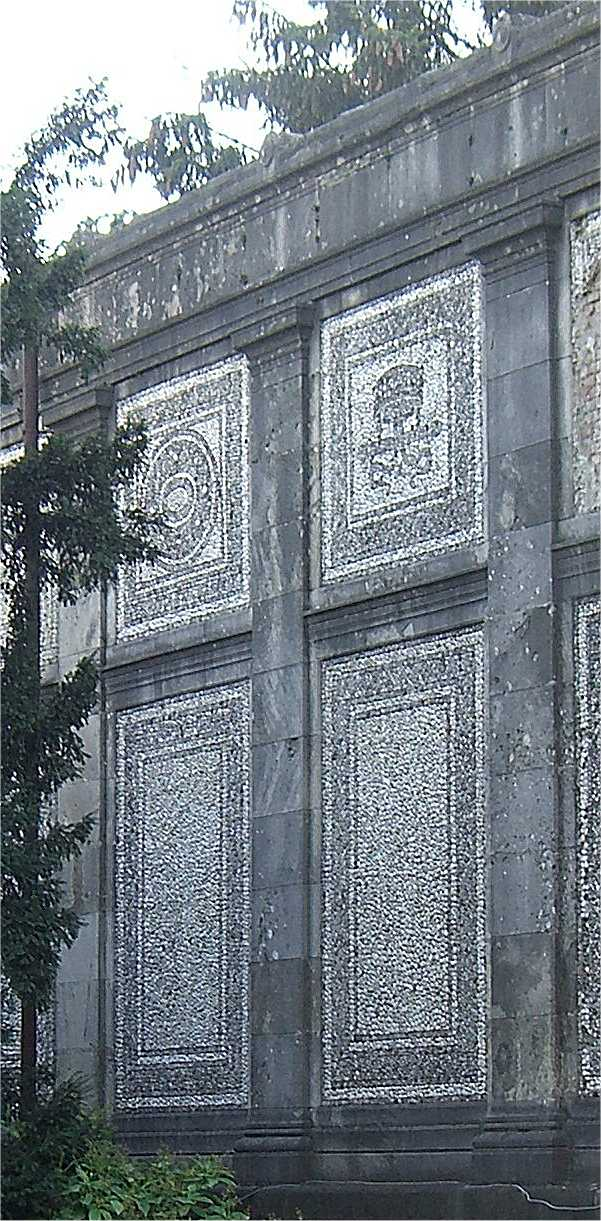
Interno del muro di cinta a mosaico grigio
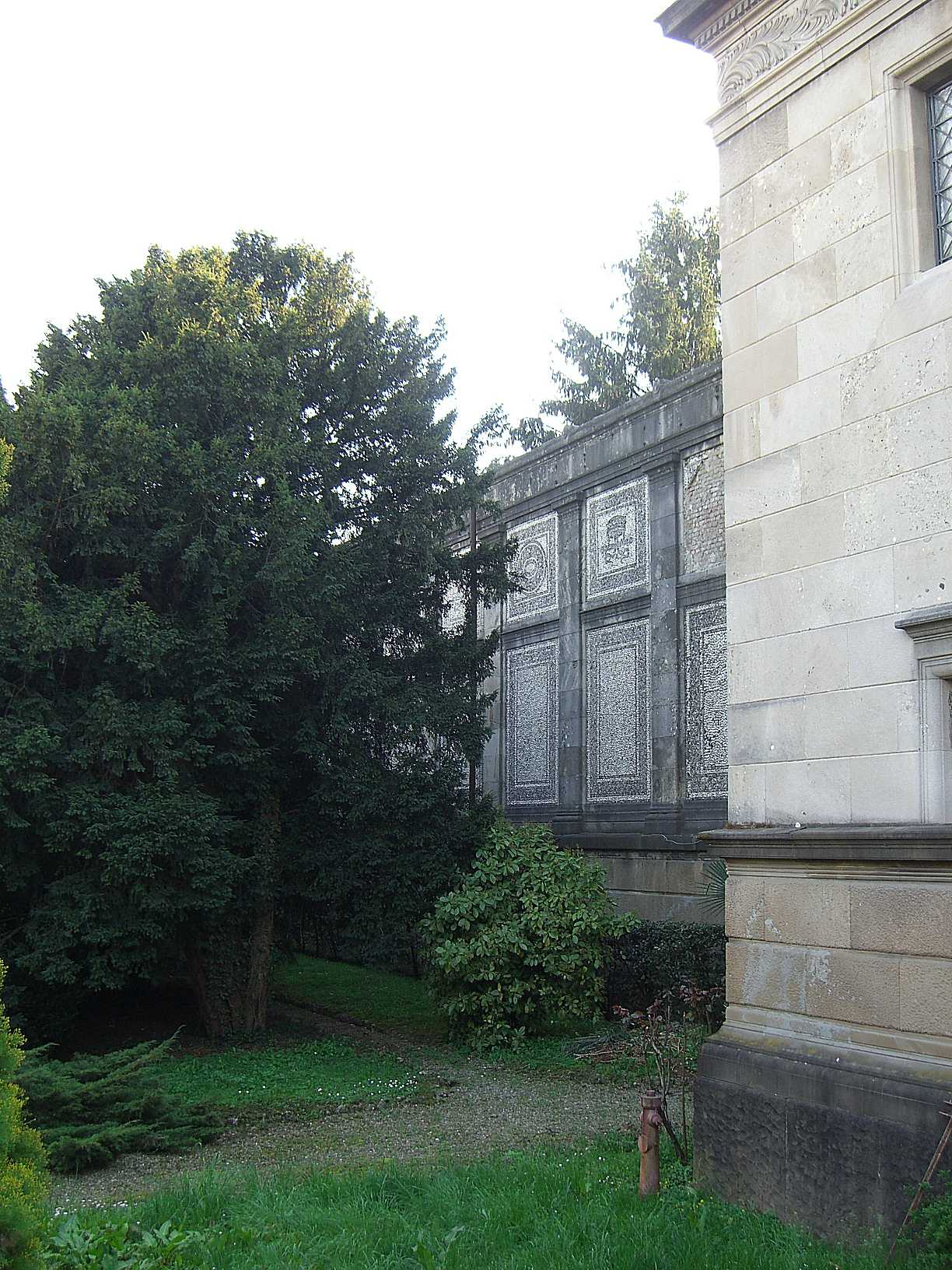
Interno del muro di cinta della Cappella rivestito a mosaico grigio
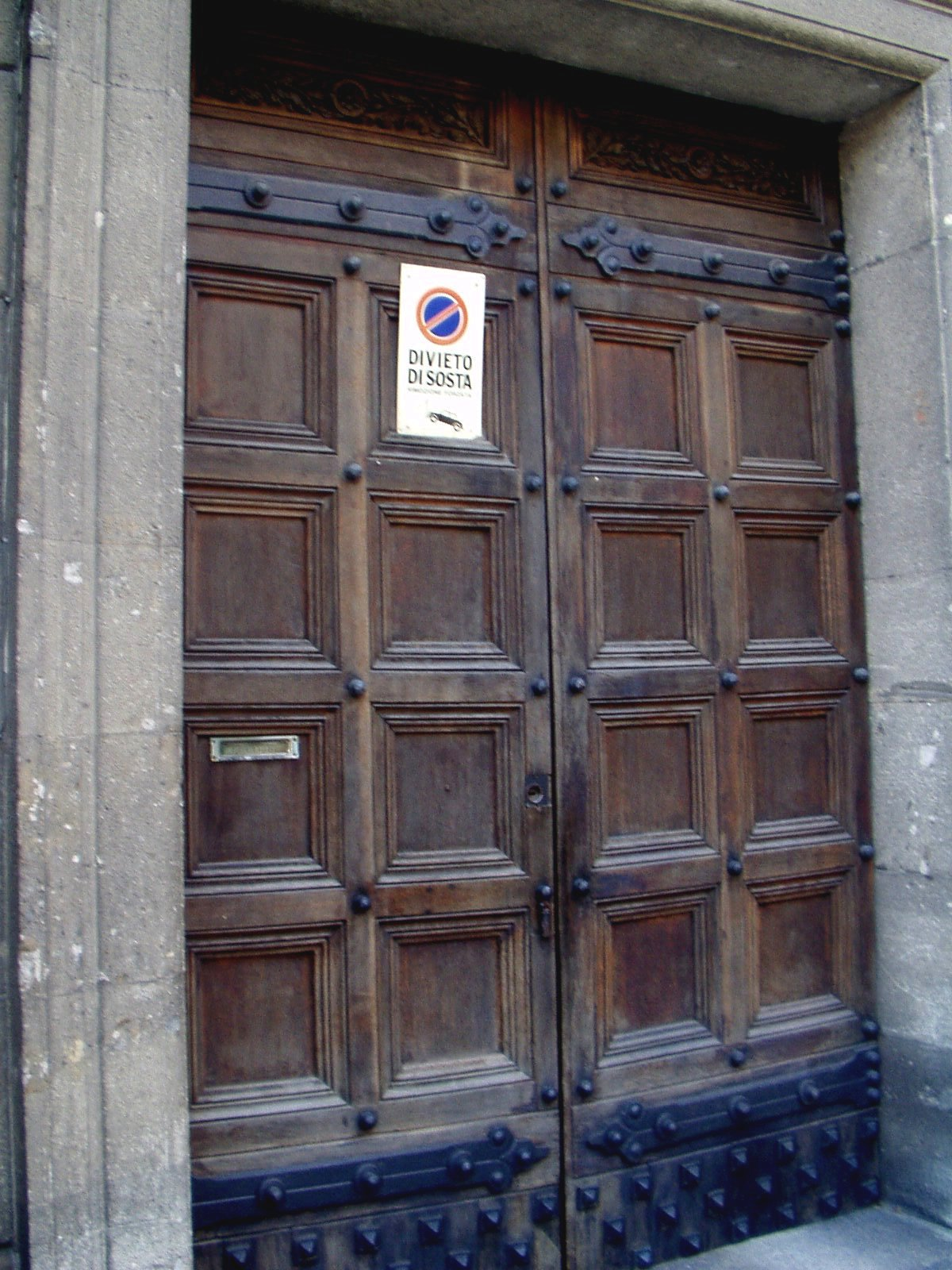
Portone di legno d'ingresso alla cripta

### Interno
L'interno del tempio, a pianta circolare, è rivestito da mosaici di ispirazione bizantina e marmi di vari colori e di varie origini. Soggetti vari a mosaico su cartoni di Emilio Retrosi realizzati da Antonio Castaman raffigurano, nelle vele, angeli con i simboli della Passione di Cristo e, nei tondi, santi e beati di Casa Savoia.
Dall'esterno si accede alla sottostante cripta, a pianta a forma di croce greca, rivestita di marmi policromi e di bronzi. Le volte sono a mosaico riproducente un cielo stellato. All'incrocio dei quattro bracci della cripta è posto un cippo di marmo nero che reca incisa la data del 29 luglio 1900 e che segna il punto esatto dell'assassinio.

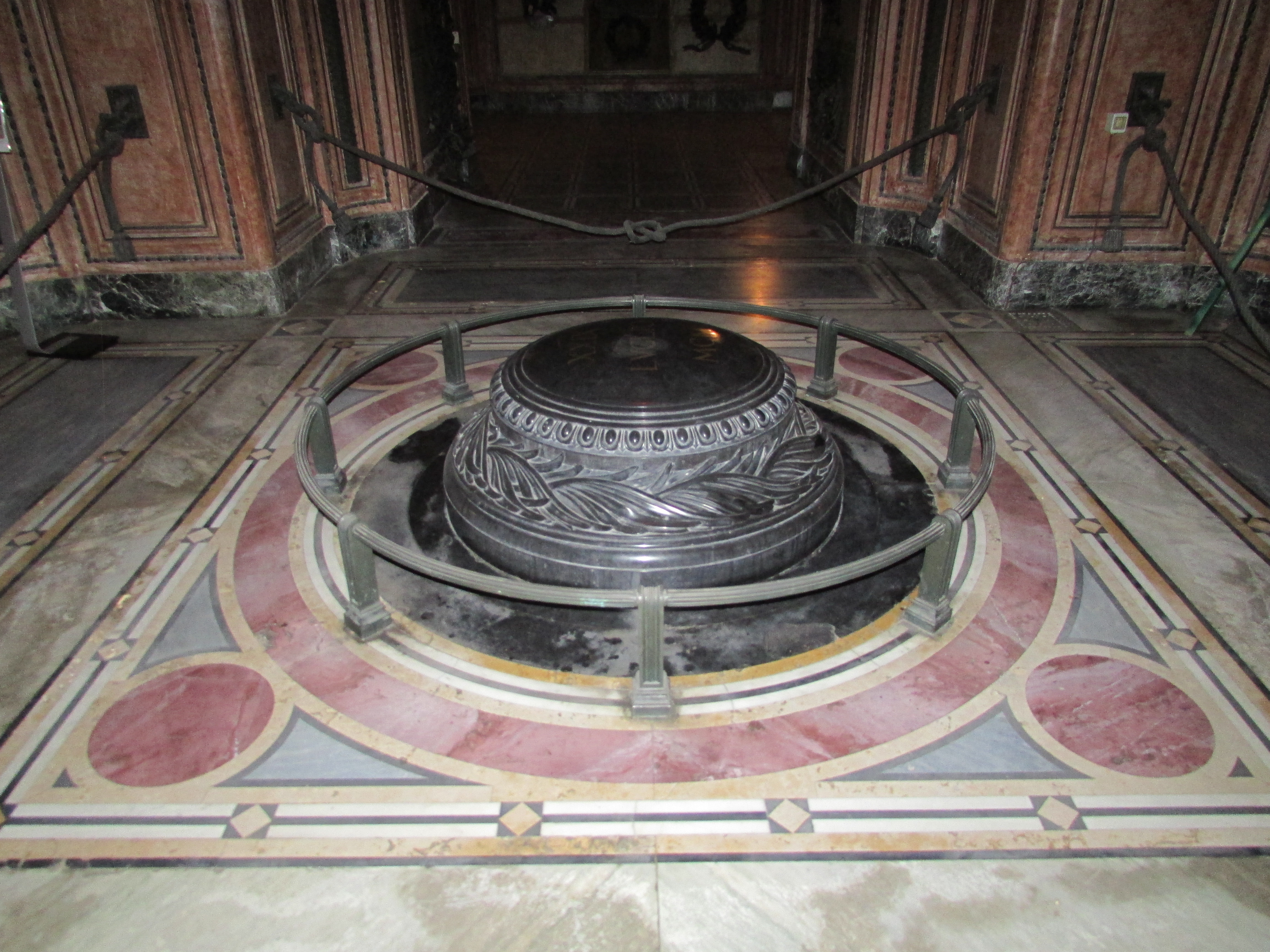
Il cippo sul luogo esatto del regicidio
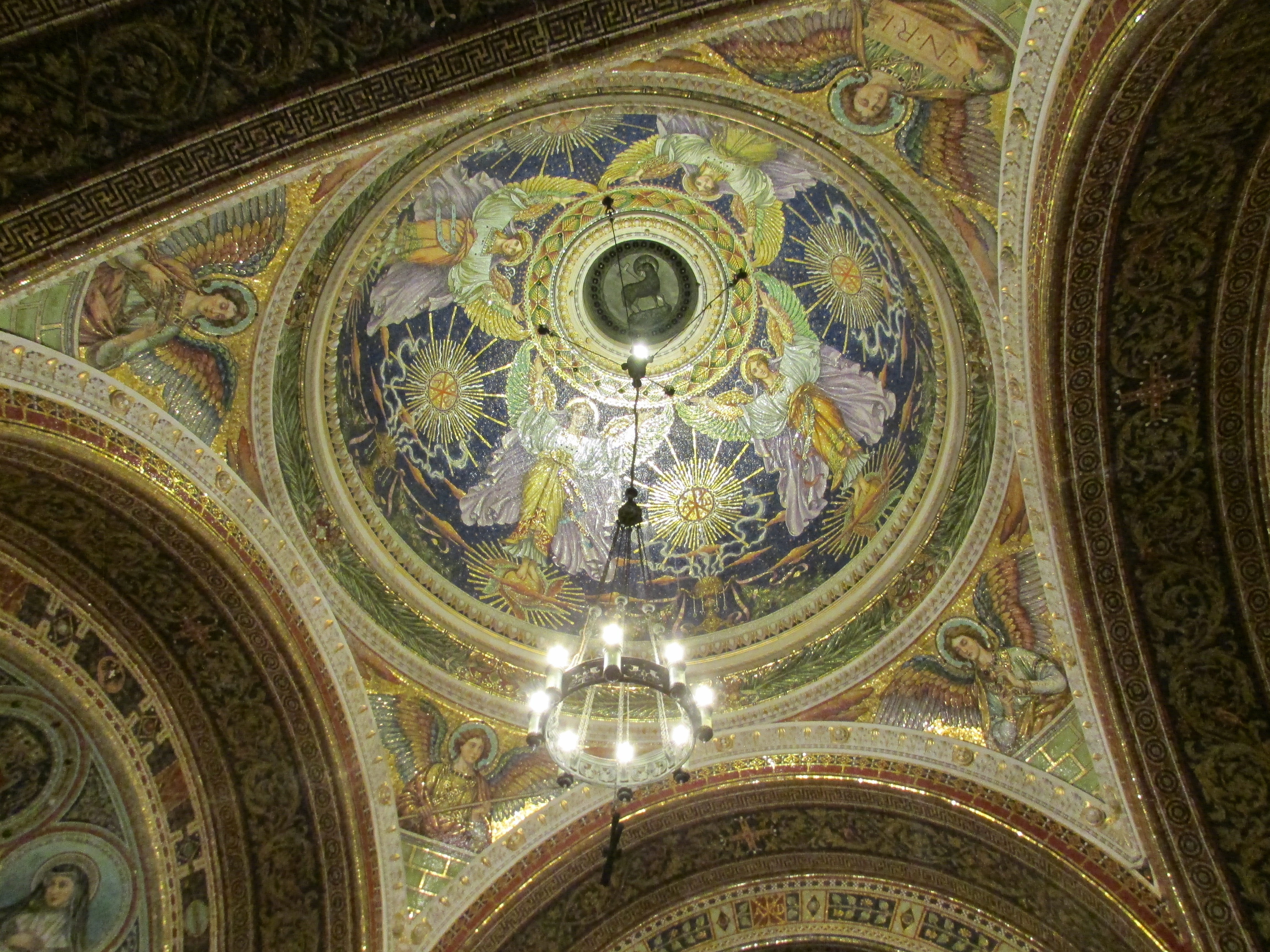
La cupola superiore
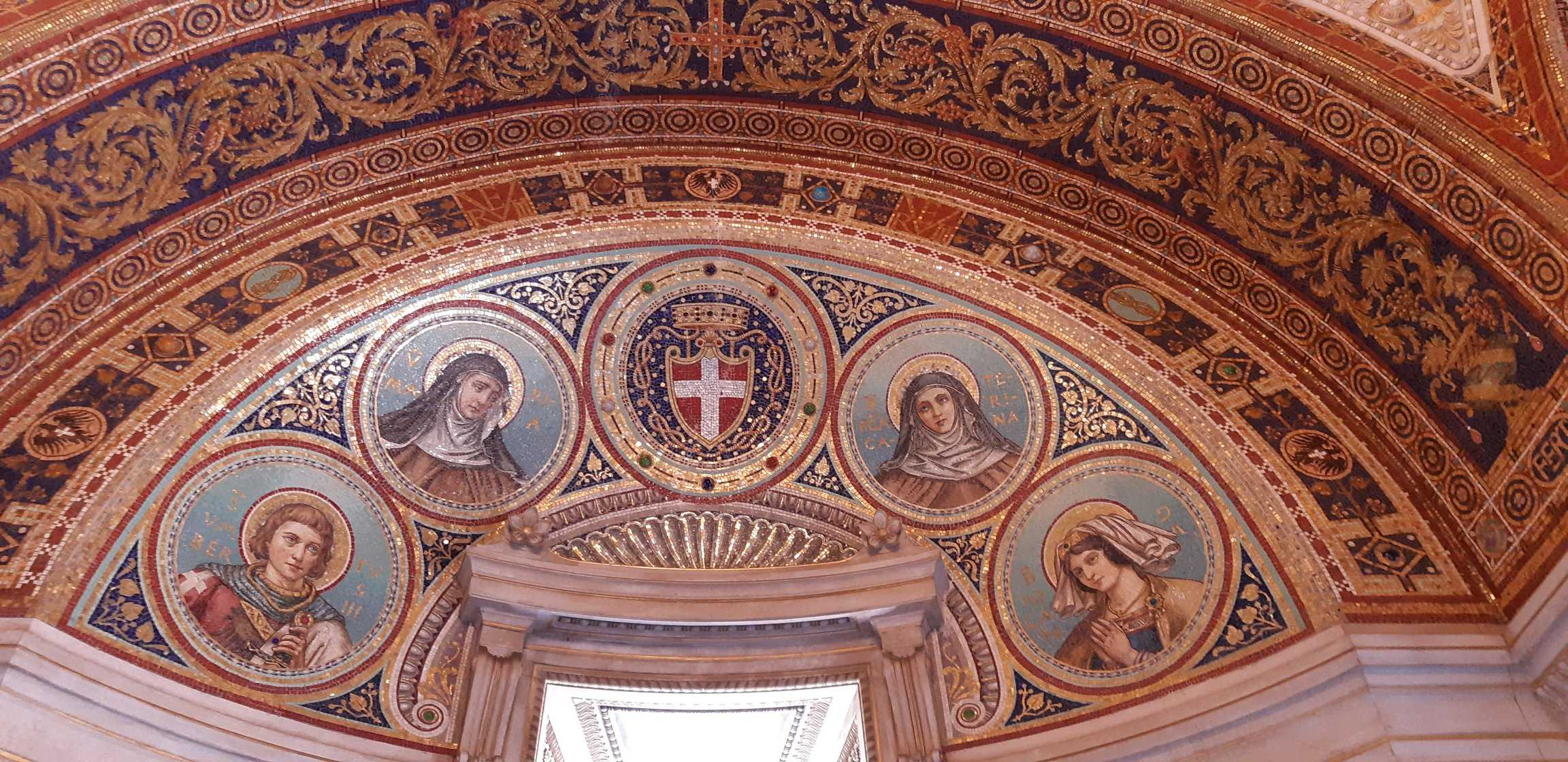
Dettaglio di una lunetta
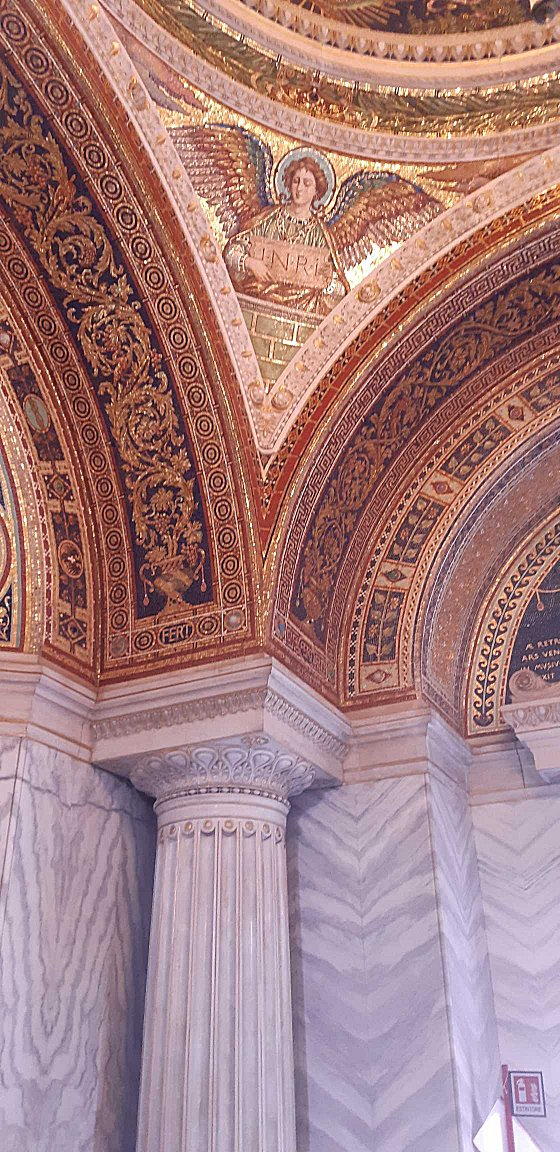
Dettaglio sui mosaici sotto la cupola

## Commemorazioni
Ogni 29 luglio, come avviene dal 1911, si svolge una cerimonia di commemorazione del regicidio con una celebrazione nella cappella, promossa dall'Istituto nazionale per la guardia d'onore alle reali tombe del Pantheon. 
La notte di ogni 29 luglio il monumento è illuminato dall'interno attraverso le due croci di alabastro.